# Секстинг
Секстинг  представља слање сексуално експлицитних фотографија или порука сексуалног садржаја другој (најчешће непознатој) особи електронским путем. Блиско везано за   секстинг је и он-лајн сексуално напаствовање. Секстинг, као негативна активност, може да се реализује као самостална активност, међутим, релативно често представља садржај других криминалних активности, а поготово електронског вршњачког насиља.
Како је секстинг на друштвеним медијима тешко га је спречити у 21. веку, па се поставља питање како га ограничити на макар пунолетне ссобе?
У превенцију секстинга првенствено би требало да се укључње родитељи, кроз непрестано пратћење понашања детета.

## Опште информације
Термин секстинг је скован 2005. године, када је први пут примењен у чланку у аустралијском часопису Санди Телеграф, да би означио шеровање голишавих слика и видео-клипова, односно ширења  еротског, сензуалног и сексуалног садржаја са личним сликама преко интернета коришћењем било ког електронског средства, као што су дигиталне камере, веб камере и паметни телефони.
Феномен, који су створили млади људи у Сједињеним Америчким Државама око 2005. године, а прихватили у другим земљама,  постао је све чешћа пракса међу младима и тинејџерима, који га практикују да флертују са неким ко им се свиђа или узврате услугу некоме ко им је већ послао сексуално експлицитну фотографију. Све чешће се дешава да се на украдени профил поставља садржај које дискредитује саму особу на коју се профил односи, док други пратиоци на интернаути нису упознати са чињеницом да је профил компромитован  
Универзитет у Јути је 2014. објавио студију која је открила да је 19,1% од 1.130 испитаних средњошколаца признало да је слало личне фотографије у сензуалним положајима или без одеће, док је 38% рекло да је добило такве слике. Међу овим последњима, 20% је рекло да је проследило фотографију једној или више особа.   
Неки психолози верују да је, с обзиром на узраст младих људи, који највише објављују овај садржај на интернету, између тринаест и петнаест година, како би применом новиг  генерација „ паметних телефона “ пронашла начин да изрази своју сексуалност. 
Феномен је постао од јавног интереса због ризика подстицања дечје порнографије. Лакоћа фотографисања и приступ интернету могу навести велики број тинејџера да се упусте у секстинг, стварајући праву конкуренцију према броју прегледа њихових фотографија.   
Статистичко истраживање које је спровела невладина организација ONG Safernet Brasil (ентитет који ради на праћењу виртуелних злочина и бори се против кршења људских права на интернету) показало је да је у 2013. години обрађено 101 случај људи чија је приватност била неоправдано изложена на интернету. Број се више него удвостручио у односу на 2012. годину, када је забележено 48 захтева за помоћ. 
У најосетљивијем дечијем добу, када је реч о сексуалности, слика или видео-клип се поставља импулсивно, као одговор на изазов, док се последице сагледавају кад је већ касно. Последице  могу бити у виду снажне реакцију у смислу кривице, депресивности, чак и до граница очаја, па и до покушаја самоубиства (која су најчешча у Северној Америци). Трајне последице могу да остану код оних који су прошли ситуацију која је екстремна, и код оних код којих је реакција на то али и на нешто друго врло снажна и дуготрајна.  

## Супротстављени ставови
И док многи истраживачи сматрају да секстинг може нанети озбиљну штету, други сматрају да он може донети и огромне користи у животу парова. Анкета коју је на интернету спровела Лабораторија за психологију здравља жена на Универзитету Дрекел открила је да пракса слања секс порука повећала ниво задовољства међу паровима. 
Секстинг само по себи није инкриминишуће понашање (уколико није инициран претњом, изнудом, уценом и сличним недозвољеним активностима), међутим секстинг, има изразит виктимогени потенцијал. 

## Законодавство
Ширење еротских селфија, еротских слика и еротских видео записа без пристанка власника на глоблном нивоу судови према различитим законима могу протумачити као кривично дело. Дело се може класификовати као клевета или увреда.
Када се ради о адолесцентима, кривично дело је тешко и за њега је запрећена је казна затвора и новчана казна за објављивање материјала који садрже сцене са малолетницима млађим од 18 година. 
Када су рачунари или паметни телефони хаковани да би се украле фотографије других људи без овлашћења власника, „починилац злочина“ може да плати новчану казну и буде осужен на казну затвора.